# Anthonotha ernae
Anthonotha ernae là một loài thực vật có hoa trong họ Đậu. Loài này được (Dinkl.) J.Leonard miêu tả khoa học đầu tiên.